# Ablabesmyia metica
Ablabesmyia metica es una especie de insecto díptero del género Ablabesmyia, familia Chironomidae.

Fue descrito por primera vez en 1983 por Roback. 

## Distribución
Se distribuye por Colombia.